# 邁阿密聯運中心
邁阿密聯運中心（英語：Miami Intermodal Center）是一座有地鐵、通勤铁路、城際鐵路、本地巴士和城際巴士服務的轉運中心公共交通交匯處，由佛羅里達州交通局興建。此站位於西北第21街近道格拉斯路北（西第37大道），裏俊路（西第42大道）和邁亞密國際機場的南面，邁阿密河和機場高速（SR 112）以南。
邁阿密地鐵的站名為邁阿密國際機場（英語：Miami International Airport），三鐵路的站名則為邁阿密機場站（英語：Miami Airport Station）。

## 外部連結
- 官方网站